# Атенульф III
Атенульф III Карінола, князь Капуанський і князь Беневентський (933—943), як співправитель разом зі своїм батьком Ландульфом I та дядьком Атенульфом II.
Після смерті Ландульфа II 10 квітня 943 престол спадкував його інший син Ландульф II. Після цього Атенульф III зі старху утік до Салерно. Був одружений з Ротільдою, дочкою князя Салернського Гваймара II.